# Alain Johns
Alain Johns es un pistolero ficticio de las novelas de ficción del escritor estadounidense Stephen King, La Torre Oscura.  Alain era miembro del Ka-tet original de Roland Deschain junto a Cuthbert Allgood y Jamie De Curry.
En la versión original de La Torre Oscura I: La hierba del diablo, Alain no es mencionado a pesar de que Roland Deschain recuerda tener un amigo llamado "Allen". En la versión revisada de la novela se cambia a Alain. La primera vez que se le menciona por su nombre completo es en La Torre Oscura IV: La bola de cristal. Alain posee la habilidad conocida como "el toque", así que está relacionado con Jake Chambers y también se menciona que su temperamento es igual que el de Susannah Dean, que como Alain, tiene un temperamento paciente y posee una aguda intuición. La familia de Alain también se remonta a los tiempos de Arthur Eld.

## Infancia
Alain era parte del ka-tet de Roland, junto a Cuthbert y Jamie de Curry. Alain tenía el pelo rubio y los ojos azules. El padre de Alain es el pistolero Christopher Johns que fue apodado 'Burning Chris' debido a su salvaje juventud.
Tras la prueba de hombría de Roland, fue enviado junto a Cuthbert y Roland a Hambry bajo el alias de "Richard Stockworth" con el pretexto de contar los activos disponibles para la afiliación, aunque en realidad fueron enviados allí para alejar a Roland de Marter Broadcloak y comprobar si Mejis seguía siendo leal a la afiliación, o por el contrario se había unido al "Hombre bueno", John Farson. La cabeza fría de Alain y su sensibilidad lo llevó a actuar como mediador entre Roland y Cuthbert cuando sus relaciones se volvieron tensas debido a la incipiente relación de Roland con Susan Delgado.

## Muerte
Alain no viajó con Roland a buscar la Torre Oscura.  En la víspera de la batalla de la Colina de Jericó, Alain viajaba de regreso a informar a Roland y Cuthbert de los movimientos del enemigo, cuando abrieron fuego en la oscuridad, sin saber que era su amigo el que se acercaba.
- Datos: Q3296272